# Trzy Kopce (Pogórze Gubałowskie)
Trzy Kopce (1022 m) – wzniesienie na Pogórzu Gubałowskim (w Paśmie Gubałowskim). Znajduje się w bocznym, północno-wschodnim grzbiecie Palenicy Kościeliskiej. Wznosi się nad miejscowościami Dzianisz, Ciche i Nowe Bystre. Na Trzech Kopcach spotykają się granice tych miejscowości. W nazewnictwie w Karpatach dość często spotyka się określenie Trzy Kopce dla miejsca, w którym graniczą z sobą trzy miejscowości. Zazwyczaj w miejscu tym ustawiano trzy kopce graniczne.
Trzy Kopce na grzbiecie Gubałówki to bardzo niewybitne, kopulaste wzniesienie o charakterze zwornikowym, grzbiet Gubałówki rozgałęzia się bowiem na nim na dwa grzbiety tworzące zbocza doliny potoku Cichy. Grzbiet północno-zachodni poprzez Tominów Wierch, Ostrysz i Cyrlicę biegnie w kierunku Chochołowa, grzbiet północny oddziela dolinę Cichego i miejscowość Ciche od doliny Bystrego i miejscowości Nowe Bystre.
Trzy Kopce są bezleśne, zajęte przez duże łąki. Dzięki temu rozciąga się stąd rozległy widok na Tatry, Babią Górę i Gorce. Samo wzniesienie jest jednak trudne do zlokalizowania, droga prowadzi bowiem jego wschodnimi, bardzo łagodnymi  stokami. Nieco poniżej Trzech Kopców na wschodnich stokach znajduje się pojedyncze gospodarstwo i prowadzi tędy asfaltowa droga i szlak turystyki pieszej i rowerowej. Nieco poniżej tego gospodarstwa, na północno-wschodnich stokach Trzech Kopców znajduje się rozdroże. Czerwony szlak turystyczny skręca na zachód, na Tominów Wierch, asfaltowa droga biegnie dalej na północ, do osiedla Dudkówka w Nowym Bystrym.

## Szlaki turystyczne
pieszy i rowerowy: Gubałówka – Pałkówka – Słodyczki – Gruszków Wierch – Trzy Kopce – Tominów Wierch – Ostrysz – Chochołów